# Adrian Sandu
Adrian Sandu (n. 17 septembrie 1968, Arad) este un grafician român.

## Biografie
studii:
- 1991 – 1997 – universitatea de vest din timișoara, facultatea de arte - secția grafică
- 2005 – 2006 – universitatea din timișoara, facultatea de arte – master în grafică
- din 2011 – doctor în arte vizuale

membru al unor organizații artistice: 
- 1997 - membru u.a.p.r.
- 2000 – membru kinema ikon group

## Expoziții

### Expoziții personale
- 1998, 2003 – galeria națională delta - Arad (ro)
- 2001 - kobo art gallery - Tokyo (jp)
- 2003, 2006 – galeria interjudețeană - Cluj (ro)
- 2003 – galeria atelier 35 - București (ro)
- 2003 - central art gallery - Tokyo (jp)
- 2007 – librăria cărturești – București (ro)
- 2007 - muzeul orașului Agadir (maroc)
- 2009, 2010 – muzeul de artă – Arad (ro) curator: Adriana Pantazi
- 2011 – galeria frezia – dej (ro)
- 2011 – tribuna cafe arad, (ro)
- 2011 – galeria arta 1 – Craiova (ro)
- 2012 - atelier 030202 – UPDATE 012 – București (ro) curator: Mihai Zgondoiu
- 2013 – calpe gallery – redistrugere – Timișoara (ro) curator: Călin Petcana
- 2015 - instalatie - I wish I could be somewhere else - Muzeul de Artă - Arad (ro)
- 2017 - Psycho games - Uj Kriterion Galeria - Miercurea Ciuc (ro)

### Expoziții internaționale
- 1997 – expoziția internațională de gravură - Kanagawa (jp)
- 1997, 2001, 2003, 2005, 2007, 2011 - bienala internațională de gravură - Varna (bg)
- 1997, 1999, 2001, 2003, 2005 – bienala internațională de gravură mică – muzeul de artă - Cluj (ro)
- 1999 – 2002, 2006 – salonul internațional de gravură mică Cărbunari - muzeul florean - Baia Mare, Maramureș (ro)
- 1998 – trienala internațională de gravură mică – Tokyo (jp)
- 1999 - expoziția art addiction masks in venice - Veneția (i)
- 1998 – anuala internațională de gravură contemporană kuala lumpur (mal)
- 1998, 2000, 2001, 2004 – saloanele Moldovei - Chișinău (md)
- 1999, 2002, 2008 – expoziția internațională small graphics forms - Lodz (pl)
- 1999 – concursul internațional de ex libris l’uomo del nuovo millennio – galeria de artă modernă - gallarate (i)
- 2000 – expoziția internațională de grup friendly exhibition – galeria delta – Arad, (ro)
- 2000 – bienala internațională de artă vox humana - Ostrava (cz)
- 2000 – expoziția internațională de ex libris 125 - m.c.k. - (Lith)
- 2001, 2004, 2007, 2010 – trienala internațională de ex libris - Arad (ro)
- 2001 – expoziția internațională de ex libris gliwice 2001 - Gliwice (pl)
- 2001 – expoziția internațională de artă - man, nature, fauna in the IIIrd millennium - Vilnius, (Lith)
- 2001 – expoziția internațională de ex libris personajes mitologicos paro el siglo XXI, (Mexico)
- 2001, 2004, 2010 – bienala internațională de gravură- Ural, Ufa (Republica Bashkortostan)
- 2002 – expoziția japonezo - română romanian - japanese cultural bonds – muzeul de artă modernă - Tokyo (jp)
- 2003, 2005, 2007, 2009, 2011 – bienala internațională de gravură - acqui terme (i)
- 2003, 2005 – bienala internațională de ex libris - Sint Niklaas (b)
- 2004 – trienala internațională de artă, Majdanek - Lublin (pl)
- 2004, 2006 – salonul internațional de gravură mică graphium – Timișoara (ro)
- 2005 – bienala internațională de grafică, dry point - Uzice (yu)
- 2005, 2007, 2009, 2011 – bienala internațională de artă contemporană - Arad (ro)
- 2005, 2007 – bienala internațională de ex libris, Malbork (pl)
- 2005, 2011 – expoziția internațională de gravură mică l’arte e il torchio - Cremona (i)
- 2005 – expoziția internațională de gravură – Taiwan (China)
- 2005, 2006, 2007, 2009 – expoziția internațională de gravură mică – Cadaques (e)
- 2005 – bienala internațională de gravură experimentală – Timișoara (ro)
- 2006 – bienala internațională de gravură leonardo sciascia – Milano (i)
- 2006 – expoziția internațională de gravură – Muzeul din orașul Koga în prefectura Ibaraki (jp)
- 2006 – concursul internațional de ex libris premio remo Palmirani, Soncino (i)
- 2006 – bienala internațională de gravură și desen, r.o.c. – Taiwan (china)
- 2006 – expoziția internațională de gravură tabula rasa – Istanbul (tr)
- 2006 – concursul internațional de gravură el caliu prize – olot (e)
- 2006 - bienala internațională de gravură contemporană - Iowa (SUA)
- 2006, 2008 – bienala intercontinentală de grafică mică inter-art, Aiud (ro)
- 2007 – concursul internațional de ex libris – Vilnius (Lith)
- 2007 – concursul internațional de ex libris opera e melodramma – bodio lomnago (i)
- 2007 – concursul internațional de ex libris gramarina 2007 - Odesa (ua)
- 2007 – concursul internațional de ex libris taurage – 500 – Taurage (Lith)
- 2007 – bienala internațională de ex libris – Vilnius (lith)
- 2007, 2009, 2011 – bienala internațională de gravură iosif iser – ploiești (ro)
- 2007 – bienala internațională de gravură mică și ex libris – ostrow wielkopolski (pl)
- 2008 – bienala internațională de gravură experimentală – București (ro)
- 2008 – bienala internațională de gravură mică – Tetovo (mk)
- 2010 – concursul internațional de ex libris deg – Berlin (d)
- 2010 – bienala internațională de grafică – Lăzarea (ro)
- 2010 – expoziția internațională de gravură tribuna graphic – muzeul de artă Cluj Napoca (ro)
- 2010 – trienala internațională de gravură mică – muzeul de artă lahti (fin)
- 2010 – bienala internațională de carte obiect EIBAB – muzeul de artă Satu Mare (ro)
- 2011 – concursul internațional de ex libris zalgiris – 600 - Vilnius (lith)
- 2011 – bienala internațională de artă - earth, book, maps – cacak, (srb)
- 2012 – expoziția internațională de gravură mică și ex libris – pushcha, (Belarus)
- 2012 - expoziția internațională art in miniature – majdanpek, (srb)
- 2012 – prima bienală internațională de grafică mică BIG-AR-01 - Arad (ro)
- 2012 – cvadrienala balcanică de pictură - the miths and legends of my people – stara zagora (bg)
- 2012 – concursul internațional de desen - andriolli – naleczow (pl)
- 2012 – BIG-AR-01, arad, (ro)
- 2013 - CreArt travel exhibition - the real more than the real - valladolid (e), lecce (it) and Arad (ro)
- 2014 - berlinerliste art fair - Berlin (d)
- 2014 - R.E.M.X. 1 - Muzeul de Artă - Arad (ro)
- 2015 - R.E.M.X. 2 - atrium mall Arad și MNAC București (ro)
- 2016 - R.E.M.X. 3 - Muzeul de Artă - Arad (ro)

### Participări la simpozioane internaționale de artă
2006 – pécs (hu)
2007 – pöchlarn (at), desphina, (gr)
2008 - 2012 – bata (ro)
2010, 2011 - cacak (srb) 
2010 – buziaș (ro), gernik (ro), căprioara (ro)
2011, 2012 - gernik (ro)
2012 – thassos (gr)

### Premii
- 1999 - Premiul UAP Arad;
- 2000 - Premiul de onoare – Bienala Internațională de Artă “Vox humana” - Ostrava (CZ);
- 2000 - Diploma de onoare - Concursul Internațional de Ex libris - “125 - m.c.k. “- Vilnius;
- 2001 - Premiul special al A.R.E.L. – Trienala Internațională de Ex libris “Ioan Slavici” - Arad;
- 2002 - Premiul UAP Arad, pentru activitatea din 2001;
- 2002 - Premiul al 2 lea - Expoziția de Gravură “Constantin Gavenea”, Tulcea;
- 2006 - Premiul selecției - Bienala internațională de Gravură și Desen, R.O.C. - Taiwan (China);

### Lucrări în colecții de stat
- Fondul de grafică modernă - Muzeul de Artă - Cluj;
- Academia Centrala de Artă - Kuala Lumpur;
- Muzeul Florean - Baia Mare;
- Muzeul Național de Artă - Taiwan (China)

## Lucrări și cronică
|  | Generate de dinamica unui spatiu imaginar, temele figurative sunt suprapuse de conotații absurde în raport cu sferele obișnuite ale existenței. Figuri heteroclite,surprinse deseori în procesul de metamorfozare, adevărate vegetații umane care populează diferite medii, nu sunt altceva decât fantasmele unei lumi abisale. Relația imaginii cu realitatea este una analogică, structurată pe diviziuni simbolice și abstracte. Gravura nonfigurativă reține amprenta ludicului sau este condensată în geometrii net analizate a căror impact vizual imediat este indus și de componenta cromatică. Culoarea este în acest caz expresie, ùn timp ce în compozitiile figurative ea este eliberată de mult analizata-i “problemă senzorială” și devine doar un accesoriu al funcției descriptive. | — Adriana Pantazi |

Tot ce ating distrug tot ce ating
O istorie a obiectelor distruse – obiecte încărcate, cândva, de sentimentalism – , uitate în spații care așteaptă să fie din nou revizitate. Acum mă găsesc în locuri uitate, printre obiecte distruse. Dacă „istoria se taie la montaj”, eu lucrez cu gunoiul istoric – încerc să refac ceea ce, aparent, nu mai poate fi refăcut – tot ce produc are un sens strict personal. Îmi recompun istoria printr-o acțiune de distrugere a obiectelor abandonate. Acționez asupra obiectelor distruse cu o nouă acțiune de distrugere: redistrug. Asamblez redistrugerea, recuperez istoria personală distrusă, îmi însușesc istoria distrusă a altor persoane. Acționez continuu cu distrugere.
A history of destroyed objects – once charged with sentimentalism –, forgotten in spaces that wait to be revisited. I find myself now in forgotten places, among destroyed objects. If history “ends up on the cutting room floor”, I work with historical refuse – I attempt to remake what, apparently, cannot be remade – the meaning of everything I produce is strictly personal. I recompose my history by the action of destroying abandoned objects. I act upon destroyed objects with a new destruction: I re-destroy. I assemble destruction, I recuperate destroyed personal history, I appropriate the destroyed history of others. I act with continuous destruction. Format:Vasile leac
Update 012
Lumea actualizată a graficianului Adrian Sandu
Până în 12 martie, Sala "Atelier 030202", destinată artei contemporane, propune expoziția "Update 012" a graficianului Adrian Sandu, din Arad.
Școlit la Universitatea de Arte de la Timișoara, artistul, puțin cunoscut publicului bucureștean, deși a avut două personale în Capitală, în 2003, la "Atelier 35" și în 2007, la Librăria "Cărturești", s-a remarcat de mai mulți ani prin arta sa la limita dintre figurativ și nonfigurativ, prin componenta ludică, dar generatoare de meditație asupra lumii contemporane, cu viteza, cu tranzitoriul ei, cu obsesii vizând morbidul.
Prezent atât în expoziții colective din țară, dar și din Japonia, Bulgaria, Italia, Polonia, Lituania sau Mexic, pentru a enumera numai câteva țări, Adrian Sandu se dovedește un artist prolific, cu o evoluție coerentă.
Începând din 1996, personalele sale de la Wendlingen am Neckar, Tokyo, Agadir sau din diferite orașe din țară îl atestă ca o voce distinctă în peisajul grafic românesc contemporan, atât ca imaginar, cât și ca tehnică.
Expoziția actuală captează atenția prin construirea unor spații ambigui în care factorul uman este supus acțiunii elementelor aleatorii ce guvernează existența, menite să "aducă la zi" situații și sentimente, statute și visuri. Desigur, cele mai multe dintre ele vin din lumea computerului, invadatorul atotputernic al epocii noastre, transformat din unealtă în director existențial, pecetluind traseul zilnic cu simboluri sau adrese de e-mail. Rezultatul, un univers haotic, cu personaje plutind peste obiecte banale, acoperite de cifre și simboluri, de date sau măsurători precise, gravitând jucăuș sau trist în jurul unei case de modă, lăsându-se încadrate de o ramă sau de un monitor, într-o umanitate lipsită de element coagulant real.
Obsesia poate fi una mondenă sau una sexuală, una a călătoriei într-o lume mai mult sau mai puțin virtuală, cu insule și plaje visate și desigur mediatizate.
O alienare inconștientă, tradusă în forme aparent naive, în mici geometrizări ce transformă personajul uman în marionetă, păcatul originar în sărbătoare generatoare de noi obsesii, materializate în șerpișorii ce se nasc din capul biblicului șarpe, într-un fel copy-paste la scară diferită, dă naștere acestui univers absurd și umoristic totodată.
Figurile disparate sunt surprinse uneori în metamorfozarea lor sau într-o halucinantă trecere de la poziția asemănătoare fetusului dintr-o lucrare la precipitarea într-o abisală lume amintind prin mulțimea simbolurilor și cruzimea lor de cea a unui Bosch, ca intr-o captivantă gravură.
Cu o linie sintetică, cu o economie de mijloace exemplară, Adrian Sandu realizează ample povești, cu detalii minuțioase topite în spațiul vast și inform de cele mai multe ori, narând cu umor și nu o dată cu ironie amară istoria unei umanități în goană. După ultima știre, după ultima modă, după ultimul canon al unei societăți care nu-și realizează disoluția.
Petele de culoare fluidă, transparentă, alternate în unele cazuri cu altele compacte, fac trecerea de la o stare la alta ca în cazul unui joc indecis între om și umbrele sale actualizate.
O artă conceptuală, în care jocul secund este prezent tot timpul, în care ludicul ascunde gravitatea, în care figurile sunt rareori ceea ce par. Adrian Sandu oferă o secvență de istorie sociologică contemporană prin suprapunerea semnelor încifrate peste elementele realității, grație unei remarcabile științe a meșteșugului, printr-o seducătoare complementaritate a a tradiționalului cu experimentul. Rezultatul, o lume care reține fugar atenția privitorului neavizat prin aparenta ei simplitate, dar mustind de sevă la un al doilea nivel de lectură.
Sobrietatea mijloacelor amplifică ambiguitatea jocului figurativ-abstract, aici și dincolo, interior și exterior, ducând selecția de piese luate în ansamblul lor către o ficțiune romanescă, în care un element simplu se subsumează întotdeauna ansamblului construcției.
Actualitatea demersului estetic al graficianului explică impactul avut asupra publicului și specialiștilor, numărul remarcabil de premii decernate acestui artist tânăr: Premiul UAP-Arad, Premiul de Onoare la Bienala Internațională de Artă "Vox Humana" din Cehoslovacia, Diploma de Onoare la Concursul internațional de ex libris din Lituania, la cel de la Soncino din Italia sau de la Gdansk, din Polonia, alături de alte distincții obținute la expoziții și concursuri internaționale desfășurate în România.
Expoziția de la "Atelier 030202" se înscrie într-un demers al cărui caracter benefic l-am amintit de mai multe ori: prezentarea în fața publicului bucureștean a creațiilor artiștilor din alte orașe ale țării, mai ales a celor tineri. Este o modalitate de a estima complexitatea fenomenului artistic vizual contemporan.
Format:Victoria Anghelescu

## Obiecte portabile ce vor pleca din atelier la un moment dat
atelier
            Artistul Adrian Sandu lucrează într-un muzeu. Propriul său atelier se află în clădirea instituției. În 2015 Adrian Sandu și-a mutat pentru o vreme atelierul în spațiul de expunere al muzeului, făcând din această dislocare un eveniment temporar. Atelierul privat a fost „transportat” în galeria unui muzeu, publică. Atelierul unui artist stă de obicei la el acasă, „în atelier”; însă dacă până acum spațiul de lucru al lui Adrian Sandu se afla la propriu în muzeu, cu această ocazie el stă în muzeu la figurat, ca și cum un spațiu de display al instituției ar primi o nouă înfățișare, ca și cum muzeul ne-ar arăta un exponat cu eticheta „Atelier de artist”, un tableau vivant cu scene tipice din filmul the artist at work.
            Într-adevăr, dacă spui atelier spui the artist at work. Dar atunci te poți întreba: ce face artistul Adrian Sandu în „noul” său atelier amplasat în ultimele două săli ale spațiului de expunere din cadrul Complexului Muzeal din Arad? Arta este ceea ce face un artist pur și simplu sitting around in the studio, zice Bruce Nauman. Dacă ești gravor – sau pictor, sau sculptor – lucrurile sunt simplificate de condiționarea tradițională a meseriei. Un pictor știe ce are de făcut atunci când își petrece timpul în propriul său atelier. Însă pentru artistul contemporan generic, adică pentru cineva care-și desfășoară activitatea într-o post-studio era, lucrurile se deschid, se complică. Artistul acesta face tot felul de chestii în atelier. De unde întrebarea pe care și-o punea Nauman: dacă nu ești pictor, adică dacă nu întinzi pânze și nu prepari uleiuri, dacă nu performezi protocolul de laborator al unui mediu artistic cu ritualuri și tabieturi vechi și consacrate, bine bătătorite, atunci cu ce te ocupi de fapt stând în atelier, ce faci mai exact atunci când îți petreci timpul acolo?
            Mutând calabalâcul atelierului său de gravor și pictor în sala de expunere a unui muzeu, Adrian Sandu formulează această întrebare și acomodează deja, cu blândețe și fără emfază, un posibil răspuns. Deși nu mi s-a părut că întrebările și răspunsurile par să însoțească emoțional și să conteze în acest transfer, ci mai degrabă dorința artistului de a face mișcarea sub ochii noștri, sub ochii altcuiva decât el însuși. Și e interesantă „deplasarea” lui Adrian Sandu către pictură și expunerea ei odată cu deplasarea atelierului său. Ca grafician, să faci pictură e o eliberare și totodată o pierdere de sine, trecerea de la rigoarea și disciplina detaliată a unei imagini controlate și bibilite cum e adesea imaginea grafică, la relativa debandadă eliberatoare a unei imagini picturale (deosebire ieșită și din faptul că cele două medii au istorii apropiate și paralele, dar ușor diferite). Pentru mulți graficieni pictura e un miraj, a o practica e o ieșire din sine, o angajare [angajarea] într-un alt fel de relație cu imaginea.
            O altfel de relație e încercată atunci când mulțimea de grafeme, semne și X-uri, mărci grafice, gogoloaie, pete, dungi, mici aglomerări, mici dispersări, elementele infime ale limbajului său de grafician, toate acele forme antropomorfe primitivizante, robotizate, umanozi din puncte, linii, grile, figuri, urme, un abstract cu fantasme de figurativ (și de street art), atunci când toate astea, deja hibride și eterogene, se hibridizează încă o dată, se fluidizează într-un nou colaj în care sunt prefigurate de data asta in plain view siluete figurative printre griuri colorate. Pictura e o încercare curajoasă la Adrian Sandu; ea menține ceva din figurativul recent românesc, dar lansează și promisiunea de a fi ceea ce e, neîngrădită de acest reper sau de vreun altul. E o încercare, o ieșire, o deschidere, o declarație. Adrian Sandu spune asumat că vrea să facă pictură și la un artist acesta e un zvâc meritoriu, demonstrează o dorință de autonomie no matter what.
            Sunt de fapt mai multe serii de lucrări puse uneori laolaltă, alteori dispersate în cele două încăperi, una lungă cu cap de perspectivă, maiestuoasă în felul ei, cealaltă un apendice mic. Unele lucrări stau înrămate, cuminți, la perete, altele sunt așternute pe jos, celelalte atârnă pe perete. E și seria caselor și calcanelor cu dungi colorate, o frumoasă picturalizare a unei serii fotografice. Magenta, violet, griuri peste tot. O microinstalație simpatică cu plăci transparente acoperite de dungi colorate reia motivul stas al calcanelor, picturale sau grafice. Minuție, sensibilitate a detaliului, moderație și discret control al compozițiilor. Vocabularul caleidoscopic al acestor grupaje de lucrări migrează de la unul la altul, pictura e uneori grafică, desenul și grafica au de multe ori carnozitatea cromatică a picturii. Într-un fel, tăind acum această transversală prin istoria atelierului său, devine plauzibilă picturalizarea imaginilor lui, gustul pentru pictură. În galeria muzeului, atelierul se deconspiră, își devăluie etapele și vârstele.
galerie
            A-ți muta atelierul într-o galerie, adică într-un non-atelier, atrage atenția asupra relației, de proximitate și de distanță în același timp, dintre work-room și show-room. Arta contemporană mizează de multe ori pe confuzia lor (e ceea ce s-a numit institutionalised studio activity: puzderia de rezidențe, de programe muzeale care facilitează umplerea spațiilor de expunere cu rezultatele sau cu procesul însuși prin care artiștii iau în posesie acele spații ca ateliere proprii de lucru). În multe expoziții, în multe lucrări de artă contemporană întrevezi de fapt ateliere dislocate, ateliere miniaturizate, deghizate. Sau invers, atelierele unora dintre artiști arată ca niște show-room-uri, sunt mici expoziții, display-room-uri abil amenajate, pentru care tradiționala vizită la atelierul artistului, the studio visit, rămâne un reper socio-profesional (și financiar) esențial.
            Atelierul lui Adrian Sandu arată normal, e un atelier recognoscibil în tipologia lui. Ordonat, umplut cu o anume cumpătare, un spațiu deloc mare, ușor umbros și răcoros, respiră aerul unui ambient creat pentru a fi folosit atât cât este necesar, nu mai mult, nu mai puțin. E un spațiu echilibrat și armonios (și asta, dimpotrivă, ar putea să-l facă puțin atipic printre atelierele de artiști). Stative, rafturi, masă de lucru, scaune, capre, șevalet, lampă, tuburi de acrilic, presă, plăci, sticle, sticluțe și sticloanțe cu substanțe colorate în ele, șasiuri, pânze, mape, dosare, bibliorafturi, materiale de lucru, hârtie (obsesie centrală a unui artist format ca grafician) – toate au plecat din acest atelier și s-au relocat în galeria muzeului. În noua locație s-au rearanjat, și-au recompus distribuția în spațiu și redefinit relația dintre ele. Atelierul lui Adrian Sandu din galeria muzeului din Arad e de fapt o instalație iar economia ei are a face cu ceea ceea ce Brian O’Doherty identifica drept colaj: transferul atelierului unui artist în galerie e un colaj. Lucas Samaras făcuse asta în 1964, când își mutase atelierul, incluzând propriul dormitor, într-o galerie de artă.
            Mitologia atelierului se opune în multe privințe mitologiei galeriei. Este opoziția dintre „viu” și „mort”, dintre autenticitate, nemediere și contextualizare, condiționare mediată, dintre naturalețe și poză. Poate cel mai important, e opoziția dintre prezența și absența artistului. Te duci la atelierul artistului ca să te vezi cu el, să-l întâlnești în mijlocul propriilor lucrări; te duci la muzeu nu ca să-l vezi pe artist, ci ca să-i vezi lucrările. Cu toate astea, Adrian Sandu decide să rămână prin preajmă în galeria-atelier; apare, se mișcă de colo colo, se apucă de lucru, stă în spațiu pe toată durata experimentului dislocării. Dacă te duceai la muzeu, puteai da peste el acolo, se putea intra în vorbă cu el în sala-atelier. Nedumerire: de unde nevoia aceasta de afișare, dezvăluire, autenticitate și directețe aduse dincoace, în fața ușilor închise? Și de ce sub această formă?
            Atelierul e un excelent interstițiu, membrana poroasă prin care exteriorul, publicul, contextualul pătrund în enclava interiorității artistului, chiar cu mult înainte de expunerea lui în afara mediului său de lucru. Deși „zilele noastre” înseamnă „post-studio era”, atelierul are în zilele noastre un moment favorabil paradoxal, reflectoarele îl iau azi în colimator și îl scot în evidență. Arta contemporană spune de zeci de ani că ideologia atelierului e învechită, anchilozată, demodată, un vestigiu modernist de care nu mai avem nevoie. Cu toate astea atelierul de artist e la modă, din nou. E sexy, e cool pentru gustul unui recent return to practice, return to hands-on (și asta e și una din explicațiile pentru succesul fulminant al picturii în prezent). Într-adevăr, Atelierul e o veche marotă a lumii artei, o mega-instituție dusă până la ultimele ei consecințe, până la înfrângere și dispariție, metamorfoză și epuizare de sine. Dar la fel e și Expoziția, o altă mega-instituție, vehicolul istoriei artei contemporane, mediul prin care ea se face cunoscută. Principala preocupare a lumii artei de azi e să facă, să vadă, să medieze și să gestioneze expoziții. Or atunci când își mută atelierul în spațiul de expunere al muzeului din Arad, Adrian Sandu vrea să evite, să ocolească - și asta e important pentru el - Expoziția. Atelierul lui ocupă un spațiu care nu-i aparține, care îi revine de drept Expoziției, dar mișcarea lui e ca o înlocuire, ca o schimbare de roluri, ca și cum repertoriul scenei ar ceda locul repertoriului culiselor.  
dislocare
            Același Brian O’Doherty spune că atelierul este pentru artist atât locul în care el scapă, cât și locul de care scapă. Simbolic: să scapi de încărcătura lui iconică, de mitologia lui, de povara culturală pe care o așează pe umerii tăi. A pleca din atelier sau a lăsa atelierul să plece. În mod obișnuit, dacă e ceva care pleacă din atelier, nu e niciodată artistul, ci e lucrarea de artă; artistul și atelierul rămân, simbolic, tot acolo, doar lucrarea o ia din loc, dezertează, trădează închiderea, părăsește, lasă totul în urmă. Galeria e de vină separând artistul de propriile lui lucrări. În cazul lui Adrian Sandu, întreg atelierul o ia puțin din loc, cu lucrări și cu artist cu tot, ca și cum locul atelierului, stricta lui localizare, n-ar mai conta.
            Daniel Buren a dat câteva din cele mai rezonante definiții ale atelierului, nu întâmplător într-un moment istoric în care atelierului ca spațiu de muncă și producție al artistului i se cerea să se redefinească, să se vadă și să se gândească, să se asume pe el însuși ca un spațiu ideologic, simbolic, un spațiu al relațiilor de putere, investire și mitologizare al artei. Este eaxct epoca în care Lucas Samaras își muta atelierul într-o galerie. Atelierul e un spațiu privat, staționar, ne reamintește Buren, unde sălășluiesc acele obiecte manipulabile, portabile, care-l vor părăsi la un moment dat. Vor pleca abandonând un spațiu închis, pe care-l definiseră până atunci, pentru un spațiu mult mai mare, dar care este, de fapt, unul încă și mai închis: lumea artei, the artworld. Lucrarea de artă nu poate fasona lumea mare a artei așa cum fasonase, modelase sau inspirase aerul atelierului din care a descins. Poate tocmai de aceea, Adrian Sandu preferă să lase să plece tot: și lucrările, și materialele de lucru, și atelierul ca atare, și el însuși odată cu ele. Toate astea trec dintr-o încăpere în alta a muzeului și nu e o mutare apoteotică, ci simbolică. Dislocarea atelierului lui Adrian Sandu e de fapt o ieșire simbolică din atelier: efectiv, artistul nu-l părăsește, dar în loc obligă atelierul ca atare să se părăsească pe sine, poate chiar să se schimbe.   
privitor
            Una din problemele pe care Adrian Sandu le-a anticipat și asumat mutându-și atelierul, este problema privitorului. Ce e de făcut cu el? Cui, dacă nu privitorului, i se adresează această mișcare de translație a atelierului de artist? Atelierul nu doar iconicizează, legitimează și mitologizează artistul, dar conferă privilegiu și privitorului care pătrunde în el, îl eroizează și pe acesta: câți au onoarea să vadă ce se întâmplă acolo înăuntru cu artistul, cu arta lui, cu mâinile lui, cu corpul și mintea lui? Și atunci, cu cine și cu ce se întâlnește vizitatorul la muzeul din Arad, cu artistul în propriul atelier, cu artistul în propria expoziție? Cu un atelier devenit exponat, avându-l pe artist ca animator, ca un fel de sufleur care dirijează din off scena unei întâmplări, unei întâlniri dintre două personaje, vizitatorul muzeului și atelierul artistului? Unii dintre noi mergem la muzeu și vedem expozițiile din el pentru a putea fi singuri, absorbiți de noi înșine, în ambianța creată de imagini, pentru a putea fantasma acomodați de imagini, pentru a fi mai conștienți de prezența noastră într-un spațiu tăcut care ne primește și ne împresoară. Display-ul contează, prezența artistului undeva prin preajmă contează, ele țes textura experienței privitorului. Instalația lui Adrian Sandu, re-instalarea propriului atelier, seamănă cu o reconstituire, o istoricizare a prezentului sub ochii noștri. Are aspectul unei period-room: acea sală de muzeu care reconstituie fidel istoric ce făcea un artist la el în atelier în anul 2015, în Arad, România. 
muzeu
            Muzeul din Arad, ca muzeu, nu iese „neafectat” din această întâmplare. Din câte știu, Adrian Sandu nu și-a propus să-l ia drept țintă a acțiunii lui, însă el devine una, colaterală (curatoarea Judit Angel, lucrând în același muzeu la începutul anilor ’90, l-a luat în bătaia puștii ceva mai direct, în mod programatic, de pildă într-un video care o filmează plimbându-se lent prin sălile-vagon ale expunerii lui permanente). De altfel, Adrian Sandu lucrează nu doar în ci și la muzeu - organizează expoziții temporare acolo, exact în spațiul pe care acum îl ocupă el însuși cu atelierul lui. Sala evenimentelor temporare încheie cumva, pe același palier al clădirii, parcurgerea lungului șir al expunerii permanente a muzeului. Atelierul lui dislocat a putut fi văzut de Noaptea Muzeelor (ocazie cu care în anii precedenți Adrian Sandu obișnuia să organizeze în același spațiu workshopuri de gravură, evenimente pe undeva înrudite semnificativ acțiunii de acum). În muzee există Ziua porților deschise, după cum în comunitățile de artiști se practică Ziua atelierelor deschise. Relația artistului Adrian Sandu cu spațiul în cauză trece și prin curatorul din el. Mutându-și atelierul într-un spațiu de expunere, el devine fără să vrea (sau dimpotrivă) propriul său curator, în toate sensurile termenului. Nu doar că își autocoordonează acțiunea și își autoadministrează instalația, dar își și ia din nou în grijă propria grădină: flirtul atelierului său cu muzeul, odată mutat, e și pe linia depozitării, a stocării și protejării artei, funcții vechi pe care și atelierul și muzeul le exercită în slujba artistului.  
            Dacă atelierul ca spațiu tradițional de lucru fusese fasonat de solicitările activității artistice în felul în care o meserie fasonează un atelier meșteșugăresc (analogia vine de la cele două sensuri ale termenului „atelier”, o analogie între artă și muncă, artă și producție), în prezent atelierul artistului este self-made. Poate că „ieșirea” lui Adrian Sandu din propriul atelier, acest nou atelier vechi al lui, self-made și self-fashioned, este modul lui de a se vedea pe sine din exterior prin faptul că e văzut de alții lucrând. El se vede pe sine ca artist prin expunerea propriului atelier vederii celorlalți; ochiul celorlalți căzut asupra tabieturilor, ritualurilor și recuzitei propriului atelier este ochiul lui însuși asupra sa. Ce vede el? Atelierul  nu e doar un spațiu de lucru, mai e ceva care se întâmplă acolo. Parafrazând-o pe curatoarea Liviana Dan, în legătură cu acel ceva toți devenim puțin neliniștiți, nervoși.
Adriana Oprea 